# 黃彥博
黃彥博（？—？），字公路，號泰徵，浙江杭州府錢塘縣人，清朝政治人物。

## 生平
康熙三年（1664年）甲辰科三甲第八名進士。選翰林院庶吉士。

## 家族
父黃機。女黃蘭次嫁戲曲家洪昇。